# البوبدران (دير الزور)
البوبدران قرية سورية تتبع ناحية سوسة في منطقة البوكمال في محافظة دير الزور. بلغ عدد سكانها 3198 نسمة في عام 2004 حسب إحصاء المكتب المركزي للإحصاء.